# امیلیو ملا
امیلیو ملا (فرانسوی: Emilio Mola‎; ۹ ژوئیهٔ ۱۸۸۷ – ۳ ژوئن ۱۹۳۷) فرد نظامی اهل اسپانیا بود. او یکی از سه رهبر کودتای ناسیونالیستی ژوئیه ۱۹۳۶ بود که جنگ داخلی اسپانیا را آغاز کرد.